# Rabat
Rabat (arapski: الرباط; tamazight: ar-Rabāṭ ili ar-Ribāṭje, što znači "Utvrđena palača"; francuski: Ville de Rabat; španjolski: Ciudad de Rabat) je glavni grad, političko i upravno središte, te treći po veličini grad Maroka.
Rabat se nalazi na utoku rijeke Bou Regreg u Atlantski ocean, oko 92 km sjeveroistočno od Casablance i 280 km jugozapadno od Tangera, i pripada pokrajini Rabat-Salé-Zemmour-Zaer. S druge strane rijeke nalazi se, uglavnom stambeni, satelitski grad Salé, a s njim i obližnjim gradom Temara Rabat tvori metropolijsko područje s oko 1,8 milijuna stanovnika.
Taloženje rijeke je Rabatu poništilo ulogu luke, ali je još uvijek središte tekstilne, prehrambene i građevinske industrije; poznata je obrtnička proizvodnja kožnih ukrasnih predmeta, sagova i keramike. Nadalje, turizam i prisutnost mnogih stranih veleposlanstva čine Rabat jednim od najvažnijih gradova Maroka.
Na području stare gradske jezgre sačuvan je niz kulturnopovijesnih spomenika: utvrda s vratima iz 12. stoljeća, gradska vrata i minaret djelomično sačuvane Hasanove džamije. U novijem dijelu je sultanova palača i kraljevski dvor. Najnoviji dio Rabata čine moderne četvrti s upravnim i drugim zgradama okružene raskošnim parkovima, sveučilištem i nizom znanstvenih ustanova. Kako je Novi grad, zamišljen i izgrađen tijekom francuskog protektorata (1912. – 30.) uključujući kraljevsku palaču i botaničke vrtove, jedan od najvećih i najambicioznijih modernih urbanih projekata 20. stoljeća u Africi, i vjerojatno najpotpuniji, upisan je na UNESCO-a popis mjesta svjetske baštine u Africi 2012. godine
Željezničkim prugama (ONCF) i cestama povezan je s obalnim područjem i zaleđem, a tu je i Međunarodna zračna luka Rabat-Salé.

## Povijest
Rabat su nedaleko od ruševina rimskog naselja Sala Colonia (koju su oko 250. god. Rimljani napustili i prepustili lokalnim vladarima) izgradili kao utvrdu Almohadi (12. stoljeće) u tijeku borbi sa Španjolcima. Treći almohadski sultan, Jakub al-Mansur (oko 1160. – 1199.), preselio je tu svoju prijestolnicu i nazvao je Ribat al-Fath (Pobjednička utvrda), iz tog naziva izvedeno je ime današnjeg grada, Rabat. On je podignuo i veliki zid unutar kojeg se razvilo povijesno središte grada, Kazba Udaja i 1196. god. započeo izgradnju munumentalne džamije, koja je trebala biti najveća na svijetu, ali je nije uspio dovršiti jer je u međuvremenu umro, od nje je do danas ostao Hasnov toranj, poludovršeni minaret. Od 13. stoljeća počela je stagnacija Rabata jer je prijestolnica postao grad Fes. Nakon 1609. godine ujedinjeni gradovi Rabat i Salé, poznati kao Sale Jadida, postali su utočište velikom broju protjeranih andaluzijskih Maura iz Španjolske. Oni su 1627. god. osnovali zajedničku državicu poznatu kao Bou Regreg, koja je postala jedno od najjačih uporišta sjevernoafričkih Berberskih pirata koji su opasno ugrozili plovidbu uz afričku obalu, ali i po Mediteranu.
Sultan Ismail Ibn Šarif pokušao je 1672. god. smanjiti njihovu dobit visokim porezima i tako ograničiti njihovu aktivnost, ali je tek odlučna akcija europskih pomorskih zemalja 1768. god. urodila plodom, tako da je ona gotovo prestala pred kraj 18. stoljeća. Piratska država Bou Regreg se raspala 1818. god., a Rabat je postao ponovno centar piratstva, zbog čega ga je 1829. bombardirala austrijska mornarica.
Godine 1911. okupirali su ga Francuzi pa je od 1912. sjedište francuske kolonijalne uprave (Francuski protektorat Maroko). Po nalogu francuskog guvernera, generala Louisa Huberta Lyauteya, počeo se graditi novi dio Rabata za administaciju, Ville Nouvelle, u stilu francuskih gradova, koji je i danas centar grada.
Tridesetih godina 20. stoljeća žarište je otpora marokanskog naroda kolonijalizmu. Cilj je savezničke invazije u studenome 1942. god. Nakon rata američko ratno zrakoplovstvo preuzelo je bivšu francusku zrakoplovnu bazu Rabat - Salé, koja je bila posebno važna kao odskočna daska strateških bombardera Boeing B-47 Stratojet.
Godine 1956. postaje glavnim gradom neovisnog Maroka. Nakon što je upotrijebljena za intervenciju u Libanonu 1958. god., Marokanci su zatražili da Amerikanci napuste bazu Rabat-Salé. Oni su je napustili 1960. god. preselivši strateške bombardere u Španjolsku.

## Znamenitosti
Stari grad Rabat, opasan zidinama, leži uz morsku obalu, a unutar njegovih zidina nalazi se Medina (povijesno muslimansko središte grada) i Millah (židovski kvart). Na sjevernoj litici iznad rijeke Bou Regreg nalazi se utvrda Kazba Udaja iz 17. st., s impresivnim almohadskim vratima iz 12. st.  kroz koja su ulazi u andaluzijski vrt i susjednu medresu u kojoj je danas Muzej umjetnosti Maroka. Jugoistočno od starog grada je velik broj važnih povijesnih spomenika, među kojima je i Hasanov toranj s temeljima nedovršene džamije, preko puta se nalazi Mauzolej prvog kralja neovisnog Maroka, Muhameda V.
Jugozapadno od starog grada nalaze se Arheološki muzej i gradska vrata Bab al-Rouah iz almohadskih vremena. Moderni (francuski) dio Rabata, Ville Nouvelle, djelomično je izgrađen unutar gradskih zidina, uključujući Kraljevsku palaču iz 1950. god., Sveučilište Muhameda V. (osnovano 1957.), Nacionalnu knjižnicu i brojne upravne zgrade, nalazi se na južnom ulazu u grad.
Rabat je i grad brojnih veleposlanstva i međunarodnih organizacija, prošaran raskošnim parkovima.
- Hasanov toranj i ostaci nedovršene džamije
- Avenija kralja Muhameda V.
- Zgrade kraljevske palače i marokanskog parlamenta

## Obrazovanje
- ESSEC Business School

## Slavni stanovnici
- Alain Badiou, francuski filozof
- Dominique de Villepin, bivši francuski premijer
- Muhamed VI., kralj Maroka
- Mulaj Rašid, marokanski kraljević

## Gradovi prijatelji
| - Atena, Grčka - Betlehem, Palestina - Bursa, Turska - Honolulu, SAD - Istanbul, Turska |  | - Madrid, Španjolska - Seville, Španjolska - Stockholm, Švedska - Tunis, Tunis |

## Vanjske poveznice
- Rabat Portal  Arhivirana inačica izvorne stranice od 5. lipnja 2005. (Wayback Machine) (engl.)
- Povijest Rabata (engl.)
- Fotografije Rabata